# Isla Rothschild
La isla Rothschild es una isla de la Antártida situada a 5 millas al oeste de la costa norte de la isla Alejandro I en la entrada norte del estrecho de Wilkins.
Tiene unas 24 millas de largo y está cubierta de hielo a excepción de los picos más prominentes de las montañas Desko.
La isla Rothschild fue vista a la distancia por la Expedición Francesa Antártica, 1908-1910, y llamada así por Jean-Baptiste Charcot en honor a Édouard Alphonse James de Rothschild (1868-1949), el presidente de la banca Rothschild Frères. En la exploración subsecuente por la Expedición Británica a la Tierra de Graham (BGLE), 1934-1937, se creyó que era una montaña unida a la isla Alejandro I, pero su estrechez fue reafirmada por el Servicio Antártico de los Estados Unidos (USAS), 1939-1941, quien fotografió y aproximadamente trazó un mapa de la isla desde el aire. Fue trazado un mapa más detallado mediante las fotos aéreas tomadas por la Expedición Ronne de Investigación Antártica (RARO), 1947-1948, por Searle de la British Antarctic Survey (FIDS) en 1960, y de las imágenes estadounidenses de satélite tomadas en 1974.

## Reclamaciones territoriales
Argentina incluye a la isla en el departamento Antártida Argentina dentro de la provincia de Tierra del Fuego, Antártida e Islas del Atlántico Sur; para Chile forma parte de la comuna Antártica de la provincia Antártica Chilena dentro de la Región de Magallanes y de la Antártica Chilena; y para el Reino Unido integra el Territorio Antártico Británico. Las tres reclamaciones están sujetas a las disposiciones del Tratado Antártico.
Nomenclatura de los países reclamantes: 
- Argentina: isla Rothschild
- Chile: isla Rothschild
- Reino Unido: Rothschild Island